# Abraham Viruthakulangara
Abraham Viruthakulangara (Kallara, Kerala, Índia, 5 de junho de 1943 - Delhi, 19 de abril de 2018[1]) foi um clérigo indiano e arcebispo católico romano de Nagpur.
Abraham Viruthakulangara estudou filosofia e teologia em Indore no norte da Índia e no Seminário St. Charles em Nagpur e na Universidade Sagar em Sagar. Em 28 de outubro de 1969 foi ordenado sacerdote. Ele era ativo no cuidado pastoral no estado indiano central de Madhya Pradesh.
Papa Paulo VI nomeou-o Bispo de Khandwa em 4 de março de 1977. O Arcebispo de Bhopal, Eugene Louis D'Souza MSFS, concedeu sua consagração episcopal em 13 de julho do mesmo ano; Os co-consagradores foram Kuriakose Kunnacherry, Bispo de Kottayam, e George Marian Anathil SVD, Bispo de Indore.
O Papa João Paulo II o nomeou Arcebispo de Nagpur em 17 de janeiro de 1998; morreu no episcopado.